# Baraquiel
Baraquiel (hebraico ברכיאל "Bārkiʼēl", relâmpago de Deus; árabe: بُراقيل "Burāqīl") é um dos sete arcanjos ortodoxos cuja existência é aceita pela tradição oriental da Igreja Ortodoxa.
No Terceiro Livro de Enoque ele é descrito como um dos príncipes angélicos, com uma miríade de 496 000 anjos sendo ministrados por ele. Ele é contado como um dos quatro serafins reguladores, e contado como o príncipe do segundo céu e um da ordem dos confessores. Ele é descrito na A Chave Menor de Salomão, mais precisamente na quarta parte: Ars Almadel como um dos anjos chefes da primeira e terceira coroa. Ele é considerado o anjo da luz.

## Iconografia
Na iconografia Baraquiel é algumas vezes mostrado segurando uma rosa branca contra o peito, ou com as pétalas de rosa espalhadas pelo seu vestuário, particularmente a capa. No Catolicismo Romano, Baraquiel é representado segurando uma cesta de pão.

## Patronagem
As responsabilidades de Baraquiel são tão variadas como as bençãos pelas quais o arcanjo é nomeado, Baraquiel é também o chefe da guarda angelical e está escrito que a Baraquiel pode se rezar para todos os benefícios que o anjo da guarda é pensado para conferir, não é uma adoração direta ao Arcanjo Baraquiel, mas sim uma intercessão junto a ele.
Santo Baraquiel na Igreja Católica Apostólica Romana é associado com o sábado, ainda que esta não seja a designação oficial pela Igreja Católica. Baraquiel é também tradicionalmente associado com o mês de fevereiro com o signo de pisces no zodiaco. . Ele é também algumas vezes descrito como sendo o regulador de Júpiter no signo zodiacal de scorpio.